# Maxim Van Gils
Maxim Van Gils, född 25 november 1999 i Brasschaat, är en belgisk professionell landsvägscyklist.

## Karriär
Van Gils har cyklat professionellt sedan 2021. Bland hans meriter kan nämnas en tredjeplats i Strade Bianche och en tredjeplats i La Drôme Classic, båda år 2024.